# Kenneth Gergen
Kenneth Gergen (Rochester, 1934) è uno psicologo statunitense.
Esponente di spicco del costruzionismo sociale e della psicologia sociale contemporanea. Fondatore del Taos Institute istituto per lo studio del costruttivismo sociale in tutti i suoi ambiti, compresi quelli psicoterapici. Divenne noto per il suo articolo La psicologia sociale come storia, apparso su Journal of Personality and Social Psychology, nel quale si varò un profondo esame critico nei confronti della psicologia sociale e i rapporti di essa con altre scienze. Il concetto principale esposto è che la ricerca scientifica in psicologia è un fattore storico in quanto rientrante essa stessa in un contesto sociale e culturale. Altro particolare da rilevare è la formazione del Sé intesa come formazione di un ruolo sociale costruito storicamente all'interno di una cultura di riferimento.